# Rédei István
Rédei István (Debrecen, 1983. augusztus 23. –) magyar válogatott kézilabdázó, jobbátlövő.

## Pályafutása

### Klubcsapatban
Rédei István szülővárosában kezdett kézilabdázni, a Debreceni KSE színeiben. 2009 nyarán igazolt a spanyol Arrate csapatához, ahol két szezont töltött el. Ezt követően, 2011 nyarán visszatért Magyarországra, és a Tatabánya játékosa lett.
Egy szezont töltött a bányászvárosban, majd újra légiósnak állt és a francia Dijon Bourgogneban folytatta pályafutását. 2014 nyarán a Cesson-Rennes játékosa lett. Egy szezont követően a másodosztályú Cherbourghoz igazolt. 2018 nyarán az Eger-Eszterházy SzSE játékosa lett. Három éven át, 2021 nyaráig kézilabdázott az együttesben, ez idő alatt 77 tétmérkőzésen 193 gólt szerzett.

### A válogatottban
A magyar válogatottban 16 találkozón tizennyolc gólt szerzett.

## Magánélet
Első felesége a szintén válogatott kézilabdázó, Soós Viktória volt, akivel Rédei Franciaországba való igazolásakor ért véget kapcsolata.